# Садирбай
Садирба́й (каз. Садырбай) — село у складі Коргалжинського району Акмолинської області Казахстану. Входить до складу Ариктинського сільського округу.
Населення — 101 особа (2021; 60 у 2009, 114 у 1999, 215 у 1989).
Національний склад станом на 1989 рік:
- казахи — 100 %.